# Sisters Island (ö i Australien, Queensland)
Sisters Island är en ö i Australien. Den ligger i delstaten Queensland, omkring 1 300 kilometer nordväst om delstatshuvudstaden Brisbane.